# Alcazaba
|  | No s'ha de confondre amb alcassaba. |

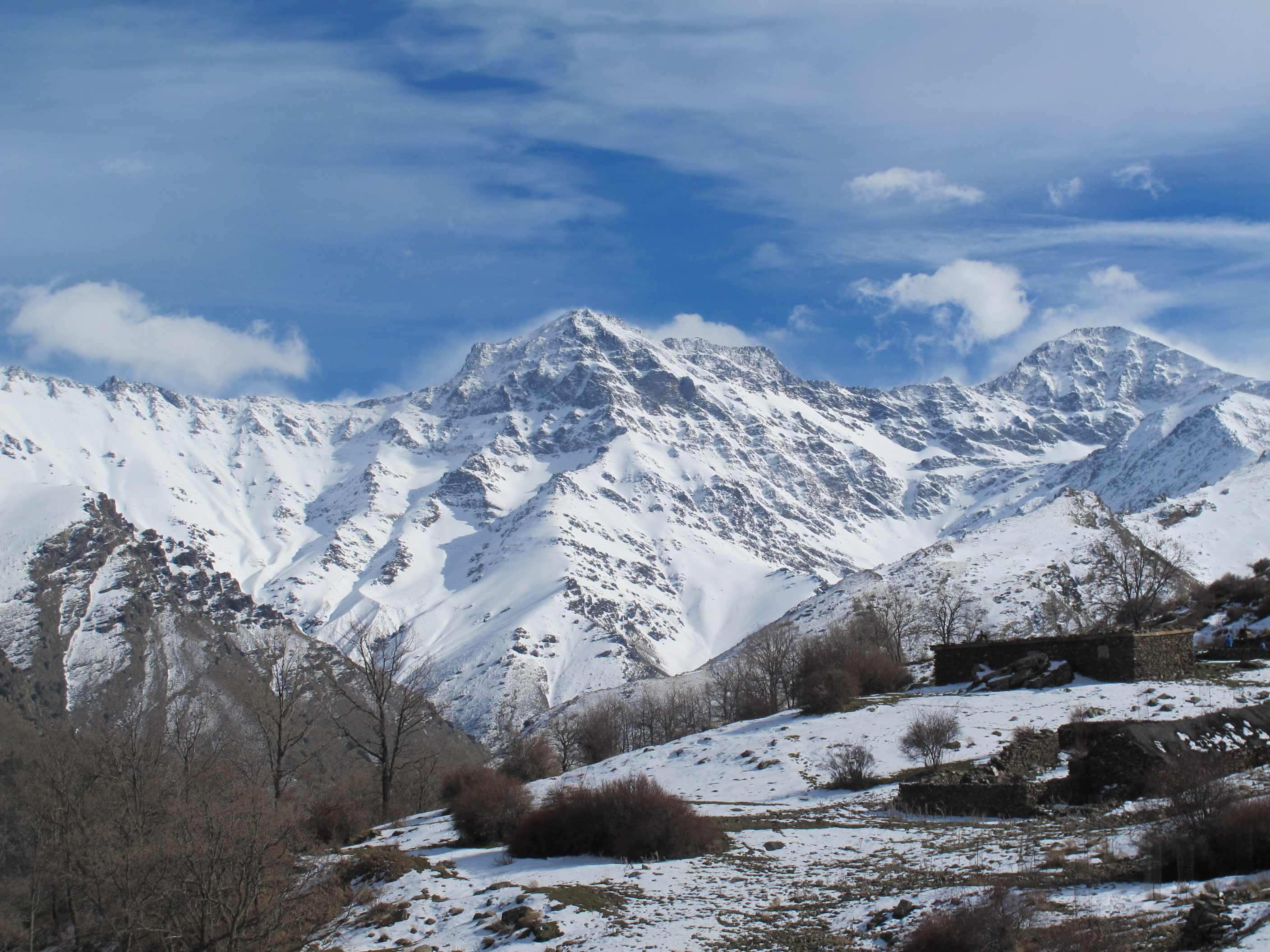
Alcazaba, Punta de la Cornisa i Mulhacén

L'Alcazaba, amb 3.371 metres, és el cinquè cim d'Espanya, pel que fa a l'alçada, darrere el Teide (3.718 m), el Mulhacén (3.482 m), l'Aneto (3.404 m) i la Veleta (3.396 m). Està enclavat a la província de Granada, Espanya, i pertany a Sierra Nevada, a la serralada Penibètica. Junt als cims del Mulhacén i Puntal de la Caldera, forma un amfiteatre geològic al vessant nord, en el que naix el riu Genil, a partir de la Laguna de la Mosca, una llacuna permanent. Geològicament pertany al complex Nevadofilàbride i, dins d'ell, al "grup del Mulhacén". Conté afloraments de micaesquists, amb distena i estaurolita.